# NGC 5424
NGC 5424 é uma galáxia lenticular (S0) localizada na direcção da constelação de Boötes. Possui uma declinação de +09° 25' 16" e uma ascensão recta de 14 horas, 02 minutos e 55,7 segundos.
A galáxia NGC 5424 foi descoberta em 25 de Abril de 1883 por Ernst Wilhelm Leberecht Tempel.